# Ann Telnaes

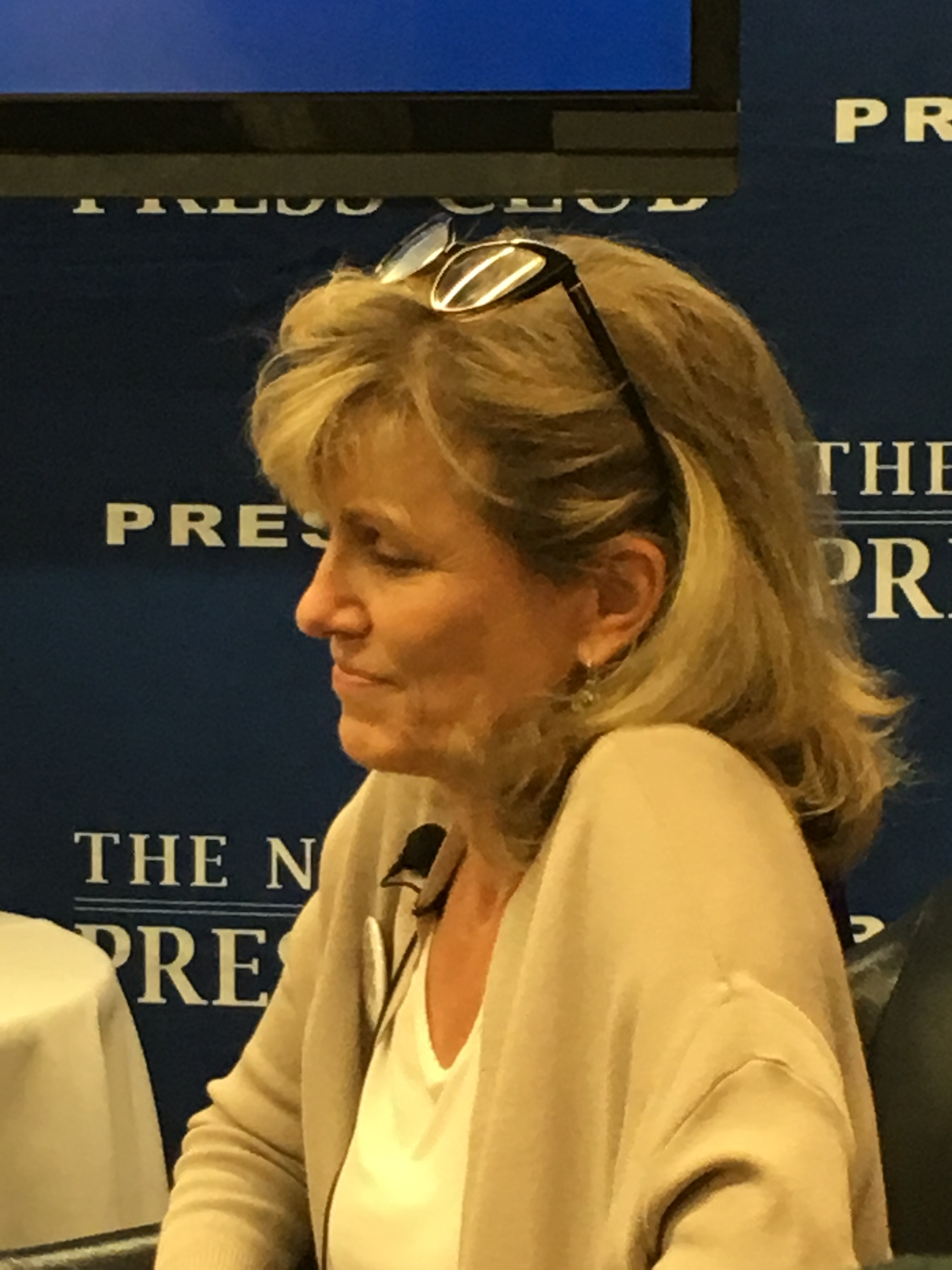
Ann Telnaes (2018)

Ann C. Telnaes (* 15. November 1960 in Stockholm) ist eine US-amerikanische Karikaturistin. Für ihre politischen Karikaturen wurde sie vielfach ausgezeichnet, darunter mit dem Pulitzer-Preis und den Reuben Award. Sie kündigte als Karikaturistin bei der Washington Post aus Protest gegen die Nichtveröffentlichung einer Karikatur zu der Beziehung von Washington-Post-Eigner Jeff Bezos zu Donald Trump.

## Leben
Ann Telnaes wurde 1960 in Stockholm geboren und zog später in die Vereinigten Staaten, wo sie am California Institute of the Arts ihren Bachelor of Fine Arts mit Spezialisierung auf Charakteranimation erwarb. Vor ihrer Karriere als Karikaturistin arbeitete sie als Animatorin und Designerin für Walt Disney Imagineering und andere Animationsstudios in London, Los Angeles, New York und Taiwan. Ein einschneidendes Erlebnis für ihren Wechsel von der Animation zur politischen Karikatur war im Jahr 1989 das Tian’anmen-Massaker, das sie zur Erstellung ihrer ersten politischen Zeichnung brachte.
Zusätzlich engagiert sie sich für die Rechte von Karikaturisten weltweit und ist Mitglied des Advisory Boards der Freedom Cartoonists Foundation sowie ehemalige Präsidentin der Association of American Editorial Cartoonists.
Telnaes lebt mit ihrem Ehemann David Lloyd in Washington, D.C.

## Werk
Telnaes begann ihre Karriere als politische Karikaturistin in den 1990er-Jahren. Sie entwickelte seither einen unverkennbaren Stil, der scharfe Kritik und elegantes Design kombiniert. Ihre Arbeiten erschienen in führenden Medien wie der Washington Post, der Los Angeles Times, der New York Times und der USA Today. Neben traditionellen Druckformaten arbeitet sie auch mit Animationen, visuellen Essays und Live-Zeichnungen.
Ihre Werke thematisieren oft soziale Ungerechtigkeit, politische Korruption und die Bedrohung der Demokratie. So zeichnete sie während des Wahlkampfs 2016 den republikanischen Politiker Ted Cruz als Leierkastenmann, was eine kontroverse Debatte auslöste. Neben ihrer Arbeit als Zeichnerin veröffentlichte Telnaes mehrere Bücher, darunter Humor’s Edge (2004) und Trump’s ABC (2018). Ihre Werke wurden in bedeutenden Ausstellungen weltweit gezeigt, darunter in der Library of Congress, in Paris und Jerusalem.
Telnaes kündigte Anfang Januar 2025 bei der Washington Post, bei der sie seit 2008 als freischaffende Künstlerin tätig war, weil ihre kritische Zeichnung, in der unter anderem Washington-Post-Eigentümer Jeff Bezos dem designierten US-Präsidenten Donald Trump Geldsäcke zu Füßen legt, nicht veröffentlicht wurde. Die Redaktion begründete dies mit einer „thematischen Dopplung“, während Telnaes von Zensur sprach. Als Eigentümer der Zeitung spielte Bezos dabei eine maßgebliche Rolle, weil seine Interessen offenbar im Konflikt mit Telnaes’ Kritik standen. Ann Telnaes begründete ihre Kündigung wie folgt:

„Als Karikaturistin ist es meine Aufgabe, mächtige Menschen und Institutionen zur Rechenschaft zu ziehen. Zum ersten Mal hat mich mein Redakteur daran gehindert, diese kritische Aufgabe zu erfüllen.“

## Auszeichnungen
- 1996: Global Media Award des Population Institute[1]
- 1997: National Headliner Award[1]
- 2001: Pulitzer-Preis für Editorial Cartooning[1]
- 2016: National Cartoonists Society Reuben Award für herausragende Karikaturistin[2]
- 2021: Internationaler EWK-Preis[2]
- 2023: Herblock-Preis[2]